# François Cevert
Albert François Cevert Goldenberg, francoski dirkač Formule 1, * 25. februar 1944, Pariz, Francija, † 6. oktober 1973, Watkins Glen, New York, ZDA.
Albert François Cevert Goldenberg, bolj znan kot François Cevert, je pokojni francoski dirkač Formule 1, ki je v svoji kratki dirkaški karieri sodeloval v le štirih sezonah Formule 1. Debitiral je v sezoni 1970 na Veliki nagradi Nizozemske z Marchom, prvo točko pa je osvojil na svoji šesti dirki za Veliko nagrado Italije s šestim mestom. Pred naslednjo sezono 1971 je prestopil v Tyrrell in po slabšem začetku dosegel dve drugi in eno tretje mesto, na zadnji dirki sezone za Veliko nagrado ZDA pa svojo edino zmago v karieri. Po dveh drugih mestih v sezoni 1972, se je po odlični seriji rezultatov v sezoni 1973, s kar šestimi uvrstitvami na stopničke, smrtno ponesrečil na zadnji dirki sezona za Veliko nagrado 
ZDA.

## Popolni rezultati Formule 1
(legenda) (odebeljene dirke pomenijo najboljši štartni položaj, poševne pa najhitrejši krog, †-uvrščen kljub odstopu)
| Leto | Moštvo                      | Šasija      | Motor   | 1       | 2      | 3       | 4       | 5       | 6      | 7      | 8       | 9       | 10      | 11      | 12      | 13      | 14      | 15      | Prv | Toč |
| ---- | --------------------------- | ----------- | ------- | ------- | ------ | ------- | ------- | ------- | ------ | ------ | ------- | ------- | ------- | ------- | ------- | ------- | ------- | ------- | --- | --- |
| 1970 | Tyrrell Racing Organisation | March 701   | Ford V8 | JAR     | ŠPA    | MON     | BEL     | NIZ Ret | FRA 11 | VB 7   | NEM 7   | AVT Ret | ITA 6   | KAN 9   | ZDA Ret | MEH Ret |         |         | 23. | 1   |
| 1971 | Elf Team Tyrrell            | Tyrrell 002 | Ford V8 | JAR Ret | ŠPA 7  | MON Ret | NIZ Ret | FRA 2   | VB 10  | NEM 2  | AVT Ret | ITA 3   | KAN 6   | ZDA 1   |         |         |         |         | 3.  | 26  |
| 1972 | Elf Team Tyrrell            | Tyrrell 002 | Ford V8 | ARG Ret | JAR 9  | ŠPA Ret | MON NC  | BEL 2   | FRA 4  | VB Ret | NEM 10  | AVT 9   | ITA Ret |         |         |         |         |         | 6.  | 15  |
| 1972 | Elf Team Tyrrell            | Tyrrell 006 | Ford V8 |         |        |         |         |         |        |        |         |         |         | KAN Ret | ZDA 2   |         |         |         | 6.  | 15  |
| 1973 | Elf Team Tyrrell            | Tyrrell 006 | Ford V8 | ARG 2   | BRA 10 |         | ŠPA 2   | BEL 2   | MON 4  | ŠVE 3  | FRA 2   | VB 5    | NIZ 2   | NEM 2   | AVT Ret | ITA 5   | KAN Ret | ZDA DNS | 4.  | 47  |
| 1973 | Elf Team Tyrrell            | Tyrrell 005 | Ford V8 |         |        | JAR NC  |         |         |        |        |         |         |         |         |         |         |         |         | 4.  | 47  |